# Серебреников, Виталий Степанович
Вита́лий Степа́нович Сере́бреников (18 [30] апреля 1862, Ильинское, Нолинский уезд, Вятская губерния, Российская империя — 28 января 1942, Киров, РСФСР, СССР) — русский писатель, психолог и педагог — профессор по кафедре психологии в Санкт-Петербургской духовной академии, где и сам получил образование.

## Биография
Виталий Степанович Серебреников родился 18 апреля (1 мая) 1862 года. Окончил в 1882 году Вятскую духовную семинарию, в 1886 году — Санкт-Петербургскую духовную академию. По окончании Академии 26 сентября (8 октября) 1892 года был назначен исполняющим должность доцента кафедры психологии.
В 1892 году защитил диссертацию на степень магистра богословия озаглавленную «Учение Локка о прирожденных началах знания и деятельности». Степень была присуждена 8 (20) марта. С 29 апреля (11 мая) 1892 года доцент. В 1892—1893 годах Виталий Степанович занимался у профессоров Вильгельма Вундта в Лейпциге и Георга Элиаса Мюллера в Геттингене, а также знакомился с институтами экспериментальной психологии в Берлине, Бонне, Гейдельберге и Париже.
3 (15) июня 1896 года утверждён в должности экстраординарного профессора Академии. С 1897 года также преподавал историю философии в связи с историей философии права в Императорском училище правоведения.
12 (25) января 1909 года утверждён в степени доктора богословия, с 26 апреля (8 мая) — сверхштатный ординарный профессор, а с 1 (14) сентября — ординарный профессор. Затем — заслуженный ординарный профессор Академии.
1919-1929 – профессор Петроградского университета по кафедре экспериментальной психологии, профессор Географического института, сотрудник Академии Наук. Консультант центральной психотехнической лаборатории Ленинградского института гигиены труда и техники безопасности в 1930-е годы.
В 1934, предположительно из-за назревавших репрессий интеллигенции, уехал в свой родной Вятский край. Работал в отделе изучения местного края в областной научной библиотеке имени Герцена.
Умер 28 января 1942. Погребён 30 января на Пете́линском кладбище.
Виталий Степанович Серебреников является одним из авторов «Энциклопедического словаря Брокгауза и Ефрона».

### Список произведений
- Психофизические исследования и их значение для психологии // Христианское чтение. 1895. Ч. I.
- Декарт и его философия // Христианское чтение. 1896. Ч. I.
- Механическое воззрение на душевную жизнь пред судом современных строго научных психологических исследований // Христианское чтение. 1897. Ч. I.
- Самооткровение духа, как источник его познания // Христианское чтение. 1897. Ч. I.
- В. Н. Карпов как психолог // Христианское чтение. 1898. Ч. I.
- Опытная психология и её методы // Христианское чтение. 1899. Ч. I.